# Antropometria

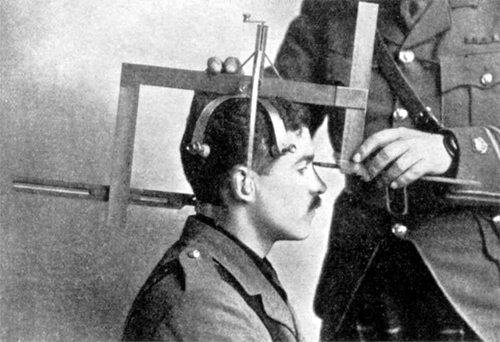
Pomiar rozmiarów głowy

Antropometria – metoda badawcza stosowana w antropologii fizycznej, polegająca na pomiarach porównawczych części ciała ludzkiego np.: długości kości (osteometria), objętości i proporcji czaszki (kraniometria), głowy (kefalometria), proporcji ciała (karpometria), masa ciała, rozstawu oczu, określenie pigmentacji oczu, włosów i skóry itp. Do pomiarów wykorzystywane są przyrządy antropometryczne.

## Zastosowanie
Od czasu Cesare Lombroso antropometria ma zastosowanie w kryminalistyce dzięki temu, że kształt i wielkość szkieletu po 25. roku życia nie ulegają już większym zmianom. Umożliwia to stwierdzenie tożsamości badanego ciała (szczątków).
W czasie drugiej wojny światowej była stosowana przez pseudonaukowców nazistowskich w celach selekcyjnych, dla określenia rasy człowieka.
Celem antropometrii jest dostarczenie obiektywnych i dokładnych danych,
antropometria posługuje się metodami statystycznymi.
Z wyników badań antropometrii korzysta m.in. przemysł ustalając rozmiary ubrań, obuwia czy np. ławek szkolnych.

## System Bertillona
Alphonse Bertillon opracował system oparty na 11 pomiarach ludzkiego ciała:
1. Wzrost
2. Stretch – długość ciała od lewego ramienia do prawego środkowego palca uniesionej ręki
3. Bust – długość torsu od głowy, mierzona w pozycji siedzącej
4. Długość głowy
5. Szerokość głowy – od skroni do skroni
6. Długość prawego ucha
7. Długość lewej stopy
8. Długość lewego środkowego palca
9. Długość ręki – od łokcia do środkowego palca
10. Szerokość policzków
11. Długość lewego małego palca

## Obecność w kulturze
Zbigniew Herbert napisał wiersz Damastes z przydomkiem Prokrustes mówi w którym Prokrust jako podmiot liryczny wyznaje:

w istocie byłem uczonym reformatorem społecznym

moją prawdziwą pasją była antropometria

Tekst był śpiewany przez Przemysława Gintrowskiego.